# Liste von Persönlichkeiten aus Porza
Diese Liste enthält in Porza geborene Persönlichkeiten und solche, die in Porza ihren Wirkungskreis hatten, ohne dort geboren zu sein. Die Liste erhebt keinen Anspruch auf Vollständigkeit.

## Persönlichkeiten
(Sortierung nach Geburtsjahr)

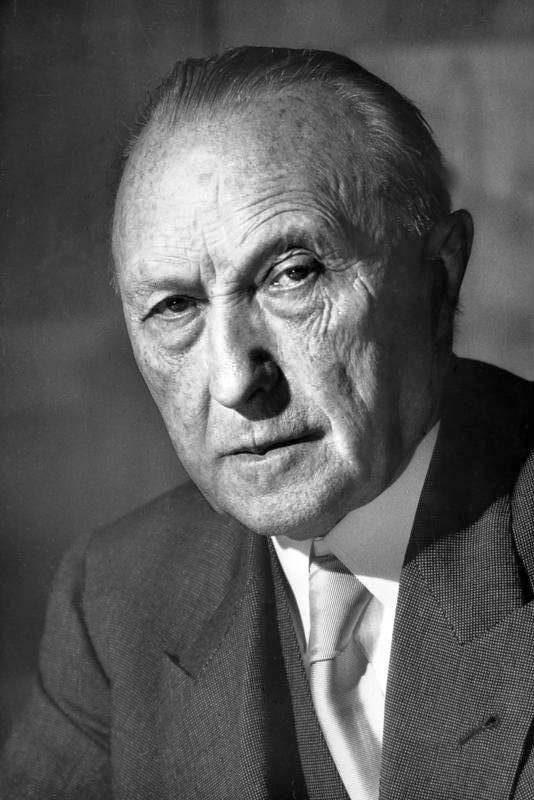
Konrad Adenauer (1952)

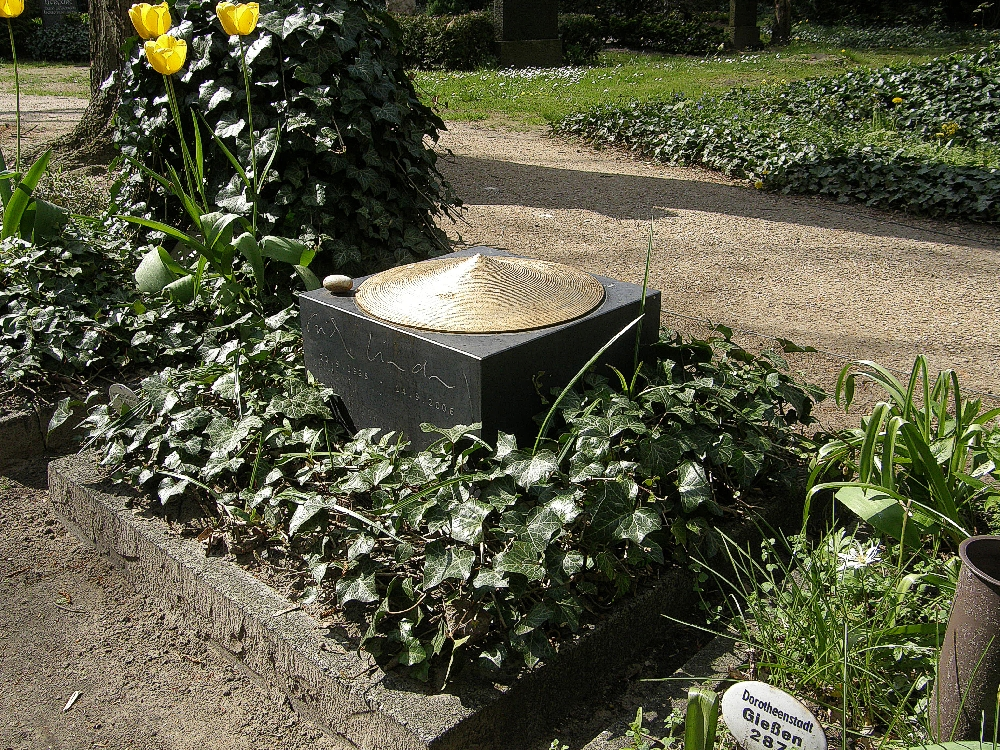
Erich Lindenberg Urnengrab, Dorotheenstädtischer Friedhof, Berlin

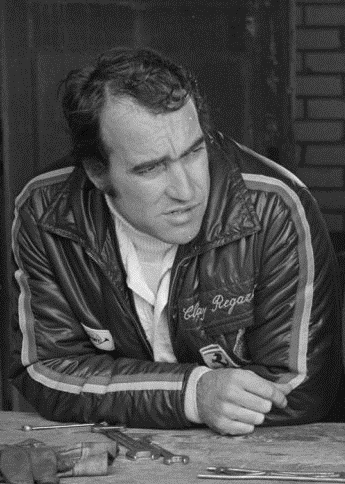
Clay Regazzoni in Zandvoort (1971)

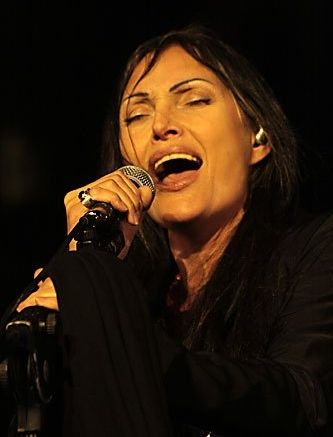
Anna Oxa 2008

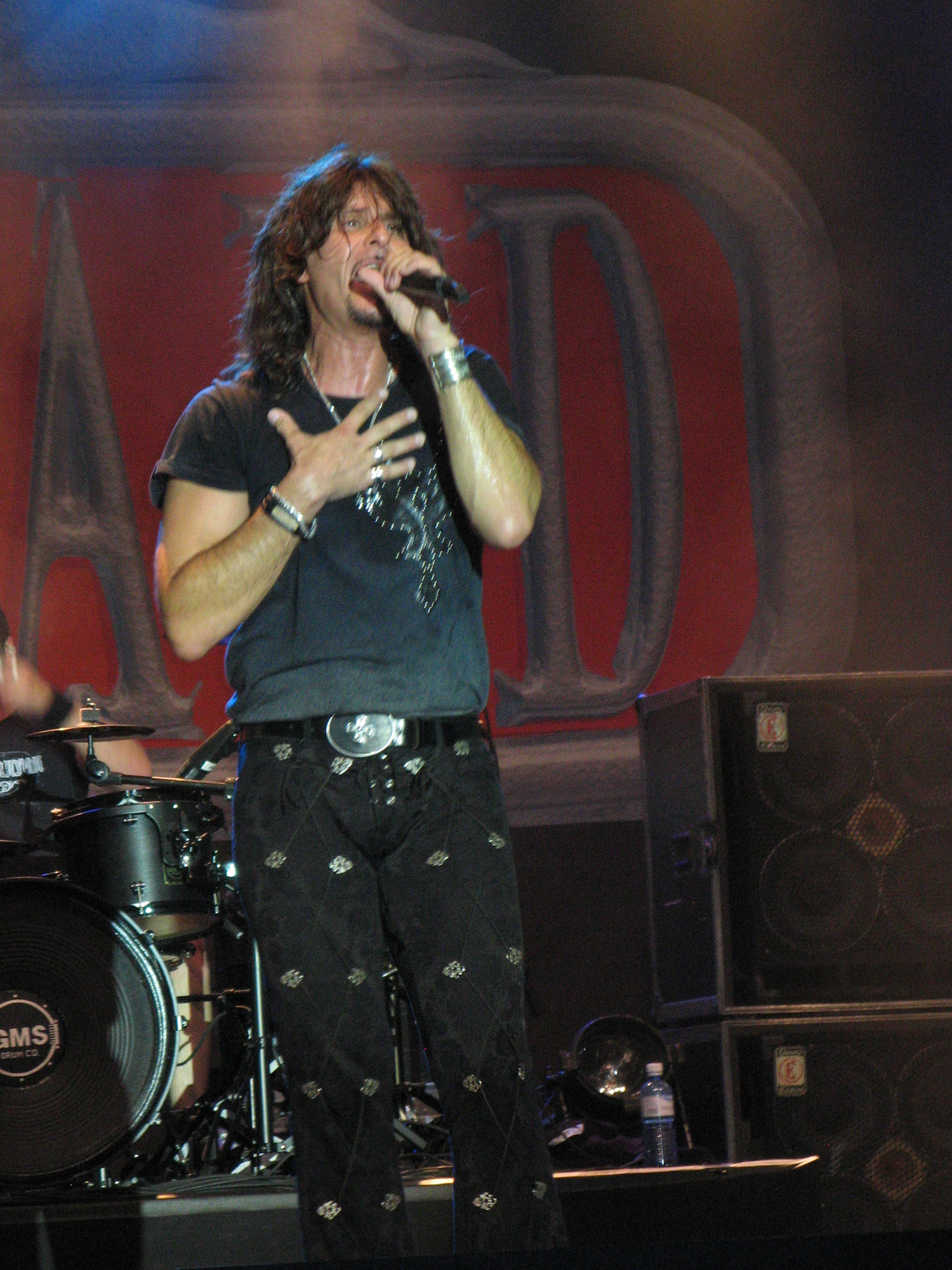
Steve Lee

- Bernardo Biondetti (* um 1510 in Porza; † 1569 ebenda), Hauptmann, Ingenieur, trat in Malta in den Augustinerorden ein und leitete dort die Renovation der Festungswerke; er vermachte sein Vermögen dem Spital von Lugano (1599)[1][2]
- Giovanni Antonio Caligario (* um 1550 in Porza; † nach 1593 in Casale Monferrato ?), von Porza, Baumeister des Herzogs von Savoyen 1584[3]
- Battista und Gerolamo Soldati (* im 18. Jahrhundert in Porza), Stuckkünstler, ihre Werke sind in der Pfarrkirche von Porza[4]
- N.N. Callegari (* um 1760, erwähnt 1790–1800 in Porza; † nach 1800 ebenda), Künstler, Stuckateur aus dem späten 18. Jahrhundert. Stuckverzierungen in der Pfarrkirche von Porza[5]
- Louis Lombard (1861–1927), amerikanischer Musiker und Komponist, wohnte in Castello di Trevano[6].
- Konrad Adenauer (1876–1967), deutscher Politiker
- Arthur Bryks (1894–1970), Maler und Buchillustrator
- Werner Kollath (1892–1970), Arzt und NS-Rassenhygieniker
- Nino Rezzonico (* 5. März 1900 (Giovan-Battista) in Turin; † 18. Mai 1974 in Sorengo), Ingenieur, Politiker, Gründer der Tessiner Faschistische Bewegung. Er ist im Friedhof von Porza begraben[7]
- Anthony Burgess (1917–1993), britischer Schriftsteller und Komponist
- Marco Blaser (* 6. Mai 1935 in Lugano), Journalist für den “Corriere d’informazione”, den Corriere del Ticino und den Blick, Reporter, ehemaliger Direktor der Radiotelevisione Svizzera (RSI)[8][9]
- Paolo Buzzi (* 12. September 1937 in Porza; † 10. Dezember 2023 in Vezia), Ökonom, Politiker (Lega dei Ticinesi) Tessiner Grossrat[10]
- Erich Lindenberg (1938–2006), Künstler, Maler kaufte in Porza ein Haus und baute es zum Museum um
- Clay Regazzoni (1939–2006), Formel-1-Rennfahrer
- Vincenzo Brenna (Fussballspieler) (* 10. März 1944), Fussballspieler, ehemaliger Nationalspieler und Trainer[11]
- Dino Bornatico (* 1. November 1945 in Brusio; † 6. Februar 2009 in Genf), Medienunternehmer, Delegierter der Radio Piz Corvatsch AG.[12] In Porza wohnhaft und beerdigt.[13]
- Anna Oxa (1961), Sängerin
- Steve Lee (1963–2010), Rockmusiker
- Sandro Bertaggia (1964), Eishockeyspieler